# Bis(5'-nukleozil)-tetrafosfataza (asimetrična)
Bis(5'-nukleozil)-tetrafosfataza (asimetrična) (EC 3.6.1.17, bis(5'-guanozil)-tetrafosfataza, bis(5'-adenozil)-tetrafosfataza, diguanozintetrafosfataza (asimetrična), dinukleozidtetrafosfataza (asimetrična), diadenozin P1,P4-tetrafosfataza, dinukleozidna tetrafosfataza, 1-P,4-P-bis(5'-nukleozil)-tetrafosfatna nukleotidohidrolaza) je enzim sa sistematskim imenom P1,P4-bis(5'-nukleosil)-tetrafosfat nukleotidohidrolaza. Ovaj enzim katalizuje sledeću hemijsku reakciju
P1,P4-bis(5'-guanozil) tetrafosfat + H2O {\displaystyle \rightleftharpoons } GTP + GMP
Ovaj enzim takođe deluje na bis(5'-ksantozil)-tetrafosfat i, manjom brzinom, na bis(5'-adenozil)-tetrafosfat i bis(5'-uridil)-tetrafosfat.

## Literatura
- Nicholas C. Price; Lewis Stevens (1999). Fundamentals of Enzymology: The Cell and Molecular Biology of Catalytic Proteins (Third изд.). USA: Oxford University Press. ISBN 019850229X.
- Eric J. Toone (2006). Advances in Enzymology and Related Areas of Molecular Biology, Protein Evolution (Volume 75 изд.). Wiley-Interscience. ISBN 0471205036.
- Branden C; Tooze J. Introduction to Protein Structure. New York, NY: Garland Publishing. ISBN 0-8153-2305-0.
- Irwin H. Segel. Enzyme Kinetics: Behavior and Analysis of Rapid Equilibrium and Steady-State Enzyme Systems (Book 44 изд.). Wiley Classics Library. ISBN 0471303097.
- William P. Jencks (1987). Catalysis in Chemistry and Enzymology. Dover Publications. ISBN 0486654605.

## Spoljašnje veze
- Bis(5'-nucleosyl)-tetraphosphatase+(asymmetrical) на 